# جورج دون (سياسي)
جورج دون هو سياسي أمريكي، ولد في 20 فبراير 1913، وتوفي في 29 مايو 2006 في هيبرون في الولايات المتحدة. نشط حزبياً في الحزب الديمقراطي. وقد انتخب عضو مجلس نواب إلينوي ‏.